# Jelena Georgijewna Koroljowa
Jelena Georgijewna Koroljowa (russisch Елена Георгиевна Королёва; * 3. Juni 1937 in Moskau; † 24. April 2008 ebenda) war eine sowjetische Schauspielerin.

## Biografie
Koroljowa war die Tochter der Bühnenbildnerin Natalja Michailowna Nabokowa-Patrikejewa (1909–1993) und Enkelin des Physik- und Astronomieprofessors Michail Jewegenjewitsch Nabokow. Die Mutter und ihr Ehemann, Jelena Koroljowas Vater, hatten sich an der Fakultät für Geophysik kennengelernt. Das Paar trennte sich später und Nabokowa-Patrikejewa lebte mit ihrer Tochter zeitweise in Medweschjei Gore, wo sie für das örtliche Theater arbeitete und von Natalija Saz ausgebildet wurde. Danach erhielt sie eine Stelle als Bühnenkünstlerin beim Kindertheater von Samara. Die junge Jelena hatte dadurch schon früh Kontakt zum Theater. In den frühen 1950er Jahren kehrten sie nach Moskau zurück. Nach dem Schulabschluss entschied sich Jelena Koroljowa für den Schauspielberuf und sprach an der Schule des Moskauer Künstlertheaters mit einem Auszug aus Walentin Katajews Es blinkt ein einsam Segel vor. Sie wurde abgelehnt, aber durch einen Freund an Nikolai Akimow vermittelt. Dieser empfahl ihr die Schtschukin-Theaterhochschule, wo sie sich anschließend von Wera Konstantinowna Lwowa und deren Ehemann Leonid Moisejewitsch Schichmatow ausbilden ließ.
Noch im letzten Studienjahr spielte Koroljowa unter Anatoli Wassiljewitsch Efros am Jermolow-Theater in Die Gesichte der Simone von Bertolt Brecht und Lion Feuchtwanger. Weitere Auftritte in seinen Inszenierungen, darunter В гостях и дома (W gostjach i doma) von Alexander Wolodin, begründeten ihren frühen Ruhm. Die ersten Rollen nach dem Ausbildungsabschluss 1960 gab sie in Der Weg ins Licht von William Gibson und Sabato, domenica e lunedì von Eduardo De Filippo. Beide Stücke wurden von Alexander Borissowitsch Schatrin auf die Bühne gebracht. Nachdem dieser 1964 an das Moskauer Künstlertheater gegangen war, folgte Koroljowa ihm und verblieb dort bis 1990. Sie gehörte während dieser Zeit der Truppe von Tatjana Wassiljewna Doronina an. Nach ihrem Weggang und Engagements an verschiedenen Moskauer Häusern kehrte Koroljowa im Jahr 1995 ans Jermolow-Theater zurück und trat dort unter Wladimir Andrejew auf.
Während der Ausbildung absolvierte sie bereits ihre ersten Filmauftritte in Звёздный мальчик (Swjosdny maltschik, 1958) und Boris Barnets Annuschka (1959). Nach Вызываем огонь на себя (Wysywajem ogon na sebja, 1963) erhielt die blonde Mimin verstärkt Rollenangebote und spielte u. a. in vier Filmen von Michail Abramowitsch Schweizer. Ihre Szenen in seiner Komödie Золотой телёнок (Solotoi teljonok, 1968) wurden aber nicht in der Endfassung des Werkes berücksichtigt. Die einzigen Hauptrollen vor der Kamera gab die Moskauerin in dem Kurzfilm Холостяки (Cholostjaki, 1980) und einer Bühnenaufzeichnung von Georgi Isidorowitsch Polonskis Репетитор (Repetitor, 1981).
Koroljowa war Trägerin der Stanislawski-Medaille (1965) sowie der Titel Verdiente Künstlerin der RSFSR (1969) und Volkskünstlerin der RSFSR (4. September 1989).
2007 wurde bei ihr Darmkrebs diagnostiziert, eine Operation brachte nur kurzzeitige Besserung. Sie starb im Frühjahr 2008, ihr Grab befindet sich neben dem ihrer Mutter auf dem Danilow-Friedhof.

## Theaterarbeit (Auswahl)
- Die Gesichte der Simone – von Bertolt Brecht und Lion Feuchtwanger
- Der Weg ins Licht (The Miracle Worker) von William Gibson
- В гостях и дома (W gostjach i doma) – von Alexander Wolodin
- Das Leben im stillen Haus (Život v tichém domě) – von Pavel Kohout
- Чти отца своего (Tschti otza swojego) – von Wiktor Wladimirowitsch Lawrentjew
- Der blaue Vogel (L'Oiseau bleu) – von Maurice Maeterlinck
- Valentin und Valentina (Walentin i Walentina) – von Michail Roschtschin
- Die Letzten (Poslednije) – von Maxim Gorki
- Эшелон (Eschelon) – von Michail Roschtschin
- Tartuffe – von Molière
- Die tätowierte Rose (The Rose Tattoo) – von Tennessee Williams
- Der lebende Leichnam (Schiwoi trup) – von Lew Tolstoi
- Репетитор (Repetitor) – von Georgi Isidorowitsch Polonski
- Sabato, domenica e lunedì – von Eduardo De Filippo
- Последний срок (Poslednije srok) – nach Walentin Rasputins Roman Die letzte Frist
- Photo Finish – von Peter Ustinov
- Село Степанчиково (Selo Stepantschikowo) – nach Fjodor Dostojewskis Das Gut Stepantschikowo und seine Bewohner
- Три толстяка (Tri tolstjaka) – nach Juri Oleschas Die drei Dirckwänste
- Nachtasyl (Na dne) – von Maxim Gorki
- Прощание с Матёрой (Proschtschanije s Matjoroi) – nach Walentin Rasputins Roman Abschied von Matjora
- Старый Новый год (Stary Nowy god) – von Michail Roschtschin
- Wer hat Angst vor Virginia Woolf? (Who’s Afraid of Virginia Woolf?) – von Edward Albee
- Colas Breugnon – von Romain Rolland
- Sommergäste (Datschniki) – von Maxim Gorki
- Прибайкальская кадриль (Pribaikalskaja kadril) – von Wladimir Pawlowitsch Gurkin
- Танец маленьких лебедей (Tanez malenkich lebedei) – nach Rüstəm İbrahimbəyov

## Filmografie (Auswahl)
- 1959: Annuschka
- 1962: Als die Bäume groß waren (Kogda derewja byli bolschimi)
- 1968: Nochmals über die Liebe (Jeschtschjo ras pro ljubow)
- 1971: Der gemeinsame Weg (Doroga na Rjubezal)
- 1977: Rote Schwarzerde (Krasny tschernosjom)
- 1983: Frontromanze (Wojenno-polewoi roman)
- 2006: Wolfhound (Wolkodaw is roda Serych Psow)